# Fècula de patata

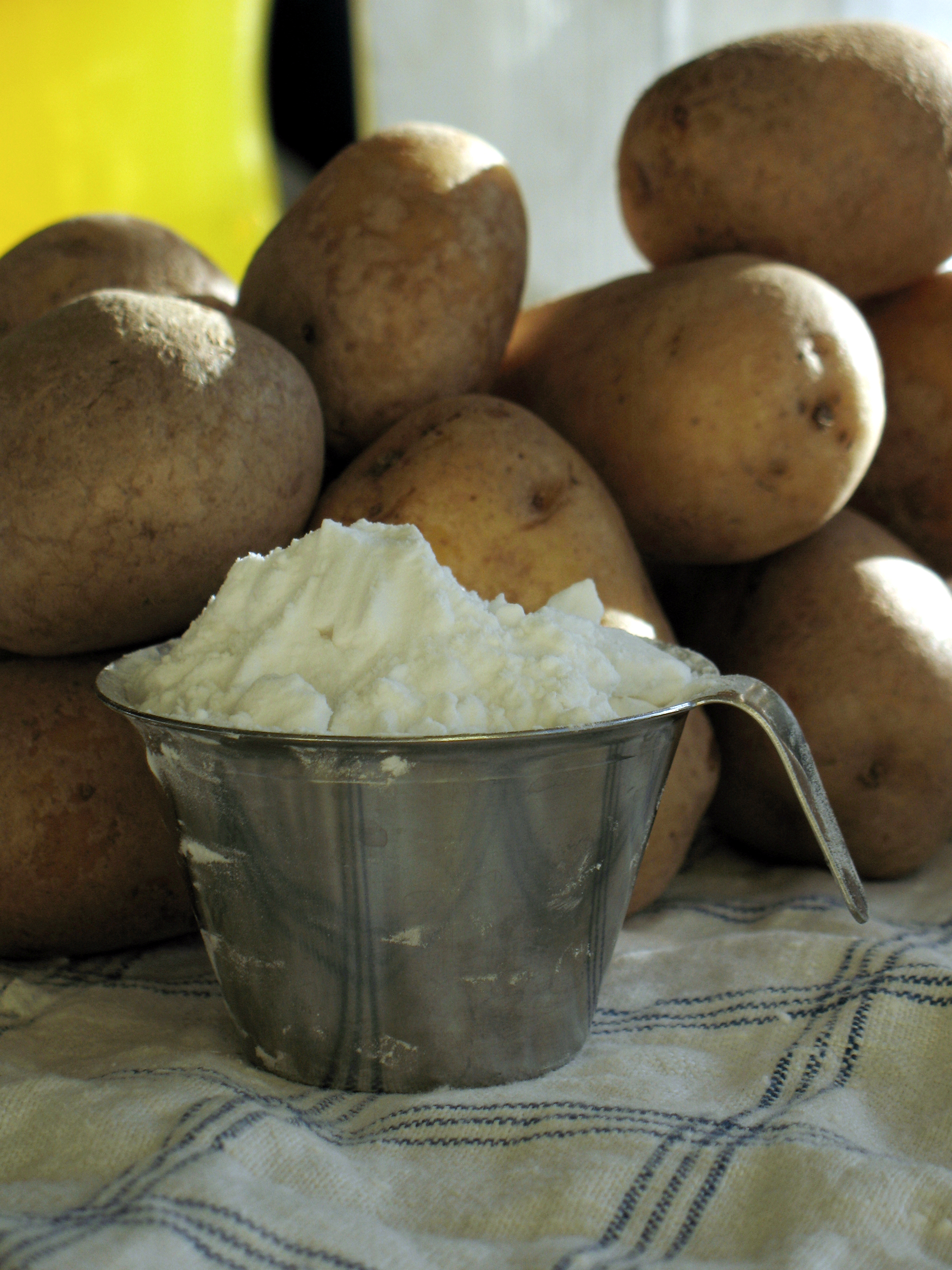
Fècula de patata

La fècula de patata és un midó extret de la patata. Les cèl·lules del tubercle de la patatera contenen grans de midó (leucoplasts). Per extreure el midó les patates són aixafades, els grans de midó s'alliberen de les cèl·lules destruïdes. Aleshores el midó es renta i s'asseca per formar pols naturals.
La fècula de patata típicament conté grans grànuls esfèrics i ovals, la seva mida va de 5 a 100 μm. La fècula de patata està molt refinada amb continguts mínims de proteïna o greix. Això dona a la pols un color blanc clar i un gust neutre i a la cuina no engrogueix la solució.
Conté uns 800 ppm de fosfat i això incrementa la viscositat donant a la solució un caràcter lleugerament aniònic i una baixa temperatura de gelatinització (60 °C) i un alt poder d'inflament.
Aquestes propietats es fan servir en aplicacions tècniques i alimentàries, com per exemple en l'elaboració d'aliments ultraprocessats.

## Ús
La fècula de patata i la fècula de patata modificada es fan servir en moltes receptes per exemple en fideus, patates xips, salses de hot dogs i sopes instantànies en receptes sense gluten i en la pasqua kosher en cuina asiàtica. En pastisseria, per donar al pastís textura tova i conservar-ne la humitat.
També es fa servir en aplicacions tècniques com la pega d'empaperar en tèxtils i papereria i com adhesiu.

## Varietats de patates
Se seleccionen les varietats que tenen alt contingut de midó. Recentment s'ha seleccionat una patata que conté un sol tipus de midó l'amilopectina.